# National Electric Vehicle Sweden
National Electric Vehicle Sweden AB, förkortat Nevs var en svensk utvecklare av elfordon. Nevs förvärvade huvuddelen av tillgångarna i före detta Saab Automobiles konkursbo år 2012.

## Företaget och varumärket
Evergrande Health är sedan juli 2020 ensam huvudägare, numera med 100 % av aktierna. Förre huvudägaren, Kai Johan Jiang med sitt företag NE Holding, sålde sina resterande ca 20 % för 3,5 milj kronor.
Innan dess ägdes Nevs av National Modern Energy Holdings Ltd, vars grundare och huvudägare är Kai Johan Jiang. Bolaget är ett Hongkong-baserat energibolag med verksamhet i Kina. I maj 2012 meddelade Nevs att företaget har lämnat ett bud på Saab Automobiles konkursbon och har för avsikt att driva verksamheten vidare vid Saabs fabrik i Trollhättan.
Den 31 augusti 2012 fullföljde Nevs förvärvet av huvuddelen av tillgångarna i Saab Automobiles konkursbon – Saab Automobile AB, Saab Automobile Powertrain AB och Saab Automobile Tools AB. I köpet ingår de immateriella rättigheterna till Saab 9-3 och den nyutvecklade fordonsplattformen Phoenix, produktionsverktyg, fabriksanläggningen samt test- och labfaciliteter i Trollhättan. Dessutom ingår samtliga aktier i det fastighetsbolag som ägt anläggningarna i Trollhättan.
Under 2014 presenterade Nevs planer på att lansera sin första elbil, som bygger på Saab 9-3-teknologier och en nyutvecklad elektrisk drivlina. Den 19 september 2013 färdigställdes den första kompletta Nevs-bilen under varumärket Saab. Företaget planerar också att utveckla en helt ny elbilsmodell baserad på Phoenix-plattformen och japansk elbilsteknologi. Nevs presenterade ett licensavtal med Saab AB om att använda namnet Saab som varumärke på sina framtida elbilar. Gripen-symbolen kommer inte att användas av Nevs. Begränsad tillverkning av Saab 9-3 startade hösten 2013, men upphörde maj 2014 sedan företaget fått ekonomiska problem.
Den 29 augusti 2014 förlorade Nevs rätten att använda varumärket Saab då försvarskoncernen Saab AB valde att upphäva licensavtalet. Samtidigt beviljades företaget företagsrekonstruktion vid Vänersborgs tingsrätt. Den 21 juni 2016 meddelade man att NEVS blir varumärke för framtida bilar från företaget. Samtidigt presenterades nya logotyper. Första bilen med det nya namnet som produceras blir en elbil modell 9-3 som ska lanseras under 2017.
25 oktober 2017 skrev företaget på ett avtal med det kinesiska taxiföretaget Didi, ett avtal som värderades till ca 500 miljoner dollar. Pengarna skall gå till den fortsatta utvecklingen av elbilar.
29 januari 2019 investerade Nevs ungefär 3 miljarder kronor i sportbilstillverkaren Koenigsegg.
Under sommaren 2021 framkom att ägaren Evergrande hade stora ekonomiska problem, vilket ledde till att Nevs varslade 300 av sina medarbetare. I slutet av januari 2023 kom uppgifter om att Evergrande hade sålt Nevs. Vem köparen var framgick dock aldrig. En knapp månad senare, den 20 februari meddelades att VD Stefan Tilk fått lämna sin post och ersatts av tidigare HR-chefen Nina Selander. Tre dagar senare meddelade Selander att den tänkta försäljningen gått i stöpet och att Nevs gått in i ett ”viloläge” för att undvika konkurs. I samband med detta varslades nästan hela den kvarvarande personalstyrkan om 340 anställda. Den 11 december 2024 kom nyheten om att kvarvarande 20 anställda varslas om uppsägning och företaget ska avvecklas. 

## Aktuellt modellprogram

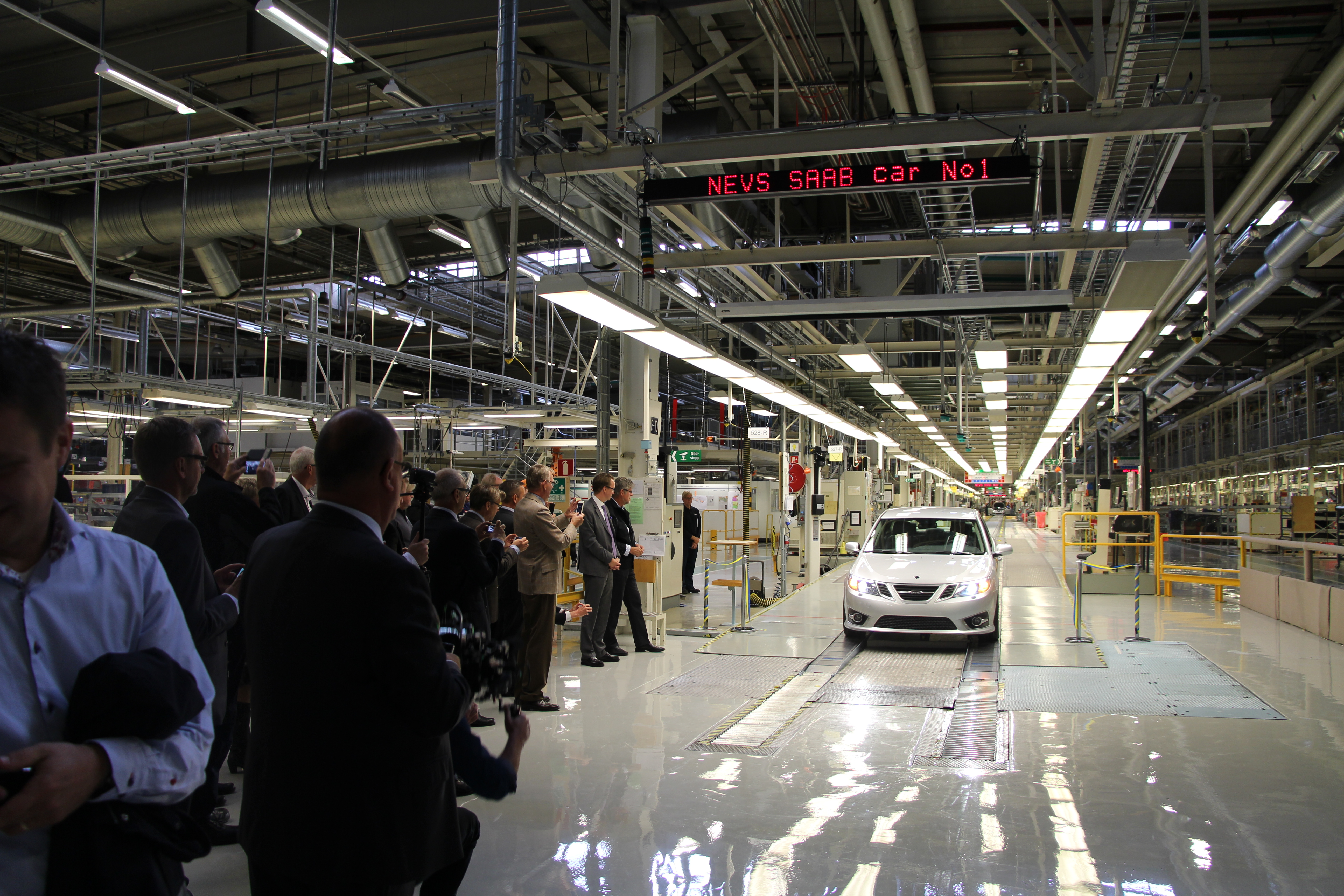
Den första Nevs-bilen, en Saab 9-3 Aero rullar av linan den 18 september 2013.

Den 10 december 2013 började NEVS försäljningen av nya Saab 9-3 Aero från sin hemsida. Produktionen bestod enbart av sedan-versionen med manuell respektive automatlåda. Produktionen upphörde i maj 2014 sedan företaget fått ekonomiska problem. I juni 2016 meddelade företaget att man överger varumärket Saab och lanserar varumärket NEVS i stället.  De första 10 nybyggda Nevs 9-3 EV kom till Sverige under år 2020. Dessa  bilar kommer från Nevs produktionsanläggning i Tianjin;  de har en teknologi som ska användas hos Nevs i Trollhättan.

## Dotterbolag
- Automobile Property AB (100 procent) [15]
Automobile Property AB är det bolag som äger marken och fabriksanläggningarna på Stallbacka-området i Trollhättan. Fastigheten omfattar totalt 483 000 kvadratmeter och ägdes tidigare till 50,1 procent av konsortiet Trollhättan Property Investors AB, med Hemfosa fastigheter som största delägare, och till 49,9 procent av Saab Automobile AB.[16]

## Ledning

### Styrelseordförande
- Karl-Erling Trogen, 2012−2020
- Kai Johan Jiang, 2014−2020[17]
- Peng Jianjun, 2020−202?
- Liu Yongzhuo, 2021−

### Verkställande direktörer
- Kai Johan Jiang, 2012−2014
- Mattias Bergman, 2014−2017
- Stefan Tilk, 2017− 2023
- Nina Selander, 2023 –